# Дубов Вольт Юхимович
Вольт Юхимович Дубов (народився 1929) — український державний службовець і історик. Нагороджений орденом «За заслуги» III ступеня.

## Життєпис
З 1962 року – в Українській раді народного господарства. 
У 1966-1997 роках - в урядовому апараті на посадах:
- референта відділу важкої промисловості,
- помічника заступників Голови Ради Міністрів УРСР,
- керівника служб віце-прем’єр-міністрів України з питань паливно-енергетичного комплексу та промислової політики, служби Прем’єр-міністра.

У 2003-2008 роках — консультант Історико-документального відділу Секретаріату Кабінету Міністрів України. Досліджував історію України, діяльність її урядів та урядового апарату. Автор понад ста статей у періодичній пресі, ряду книжок з цієї тематики.

## Публікації
- рос. Будни Чернобыля  / В. Е. Дубов. - 2-е изд., доп. - К. : [б.и.], 2004. - 217 с.: фото
- 2023 року у співавторстві з Володимиром Татаренком випустив брошуру «Музей історії урядів України (сторінки становлення та діяльності)».[1]

## Відзнаки
Серед відзнак:
- Орден «За заслуги» III ступеня.
- Почесна грамота Кабінету Міністрів України.